# PC Engine
PC Engine — 8-16 розрядна ігрова приставка, випущена NEC в Японії 30 жовтня 1987, в Північній Америці в кінці серпня 1989 під ім'ям TurboGrafx-16. У Європі приставка не продавалася, якщо не вважати релізу в 1990 році у Великій Британії. Ця версія називалася TurboGrafx і була випущена в дуже обмеженій кількості. Неофіційно ця версія продавалася у Франції та Бенілюксі.
PC Engine була 8-розрядною приставкою з подвійним 16-розрядним графічним процесором, з можливістю відображення 482 кольорів одночасно.
PC Engine на ті часи була системою нового покоління. Носієм був картридж у форматі HuCard. Компанія NEC перша стала випускати ігри на компакт-дисках, в які можна було грати, використовуючи додатковий пристрій - Turbografx CD.

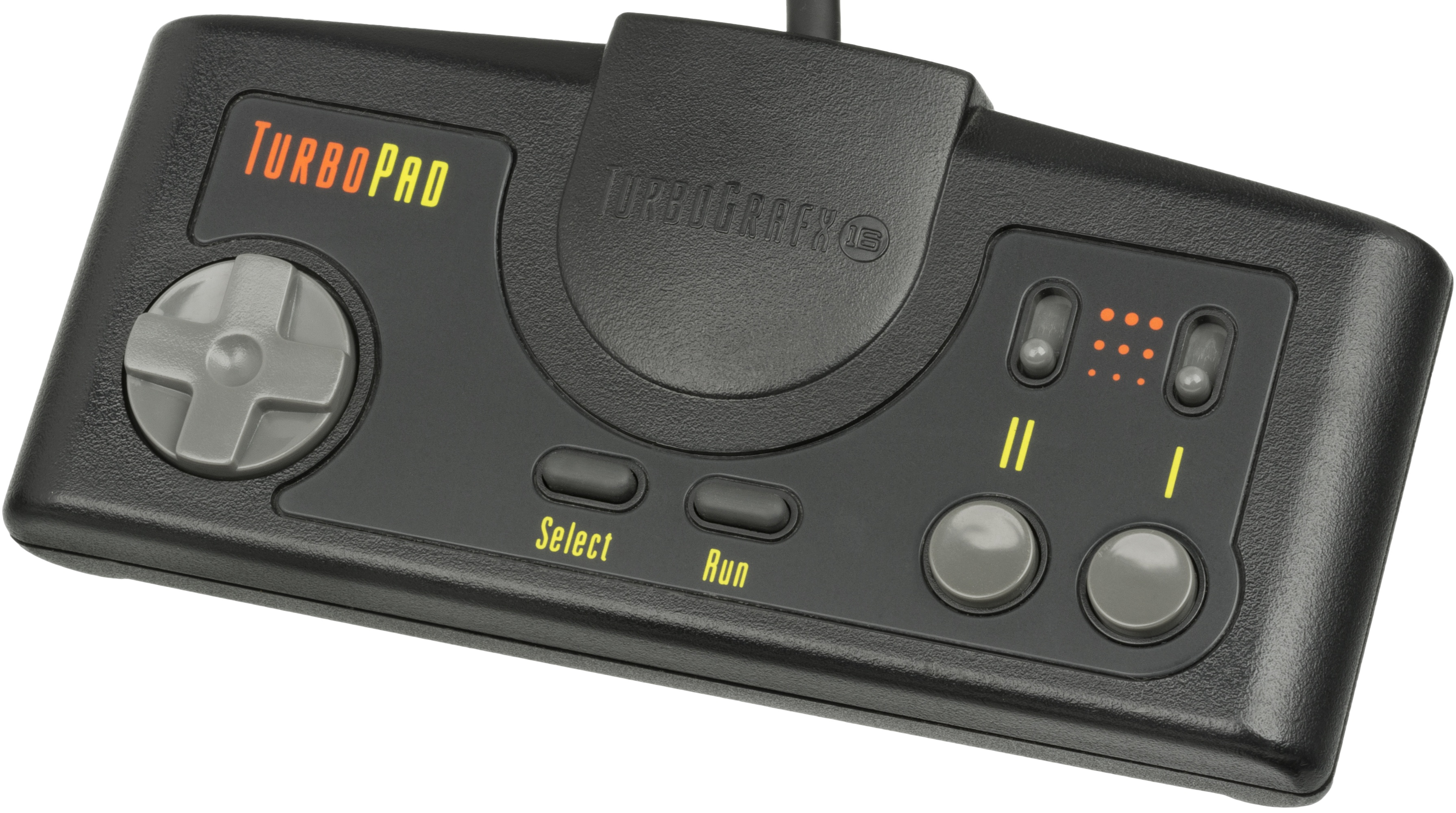
Геймпад TurboGrafx-16

Невеликі розміри PC Engine - всього 14 см x 14 см x 3.8 см (5.5 дюймів x 5.5 дюймів x 1.5 дюйма) - дозволили їй стати рекордсменом у званні найменшою ігрової приставки з коли-небудь створених, за версією книги рекордів Гіннеса в галузі комп'ютерних ігор. (англ. Guinness World Records Gamer's Edition, 2008)
У 2009 році PC Engine була поміщена на тринадцяте місце в списку «25 Ігрових приставок всіх часів» за версією сайту IGN.